# Лешель (Па-де-Кале)
Лешель (фр. Léchelle) — коммуна во Франции, входит в регион О-де-Франс, департамент Па-де-Кале, округ Аррас, кантон Бапом. 

## География
Расположена в 13 км по автодорогам к юго-востоку от города Бапом и в 34,5 км по автодорогам к юго-юго-востоку от Арраса. Через коммуну проходит национальная автодорога A2.
Граничит с коммунами Бюс и Итр, а также с коммунами Этрикур-Мананкур и Мениль-ан-Арруэз департамента Сомма. Два жилых дома к северу от автодороги оторваны от основной застройки коммуны и граничат с коммуной Бюс.

## История
С 1793 года коммуна входила в состав кантона Рокиньи района Бапом департамента Па-де-Кале.
С 1801 по 2015 годы входила в состав кантона Бертенкур округа Аррас.

## Достопримечательности
- Церковь святого Николая, восстановленная, как и всё селение, после Первой мировой войны.
- Сельское кладбище
- Небольшое кладбище британских солдат

## Экономика[3]
Уровень безработицы в 2019 году — 13,8 % (в 2008 году — 13,6 %, в 2013 году — 7,4 %). Из 36 жителей в возрасте от 15 до 64 лет — примерно 65,8 % работающих, 10,5 % безработных, 18,4 % учащихся, 0,0 % пенсионеров и 5,3 % других неактивных.
Из 24 работающих 4 работали в своей коммуне, 20 — в другой. Все они добирались на работу на автомобиле.
Структура предприятий и рабочих мест в коммуне в конце 2015 года:
- сельское хозяйство — 41,7 %
- промышленность — 0,0 %
- строительство — 0,0 %
- торговля, транспорт и сфера услуг — 50,0 %
  - в том числе торговля и ремонт автомобилей — 8,3 %
- государственные и муниципальные службы — 8,3 %

В 2015 году было одно предприятие с 1 наёмным работником в сельском хозяйстве, остальные 10 учреждений были без наёмных работников. В 2019 году в коммуне работали 5 человек. В 2020 году имелось одно предприятие с 1 наёмным работником в сельском хозяйстве и одно предприятие с 1 наёмным работником в сфере государственных и муниципальных служб.

## Политика
Пост мэра с 1983 года занимает Габриэль Траннен (Gabriel Trannin). В муниципальный совет входит 7 депутатов, включая мэра. В 2020 году они были выбраны в первом туре безальтернативно.

## Демография[3]
| Год  | Численность | Численность |
| ---- | ----------- | ----------- |
| 1793 | 229         | [ 7 ]       |
| 1800 | 173         | [ 7 ]       |
| 1806 | 206         | [ 7 ]       |
| 1821 | 229         | [ 7 ]       |
| 1831 | 326         | [ 7 ]       |
| 1836 | 285         | [ 7 ]       |
| 1841 | 289         | [ 7 ]       |
| 1846 | 271         | [ 7 ]       |
| 1851 | 281         | [ 7 ]       |
| 1856 | 256         | [ 7 ]       |
| 1861 | 257         | [ 7 ]       |
| 1866 | 219         | [ 7 ]       |
| 1872 | 202         | [ 7 ]       |
| 1876 | 181         | [ 7 ]       |
| 1881 | 165         | [ 7 ]       |
| 1886 | 152         | [ 7 ]       |
| 1891 | 129         | [ 7 ]       |
| 1896 | 119         | [ 7 ]       |
| 1901 | 112         | [ 7 ]       |
| 1906 | 119         | [ 7 ]       |
| 1911 | 105         | [ 7 ]       |
| 1921 | 73          | [ 7 ]       |
| 1926 | 84          | [ 7 ]       |
| 1931 | 74          | [ 7 ]       |
| 1936 | 74          | [ 7 ]       |
| 1946 | 67          | [ 7 ]       |
| 1954 | 73          | [ 7 ]       |
| 1962 | 70          | [ 7 ]       |
| 1968 | 77          | [ 7 ]       |
| 1975 | 59          | [ 7 ]       |
| 1982 | 49          | [ 7 ]       |
| 1990 | 49          | [ 7 ]       |
| 1999 | 60          | [ 7 ]       |
| 2006 | 58          | [ 8 ]       |
| 2007 | 56          | [ 9 ]       |
| 2008 | 61          | [ 10 ]      |
| 2009 | 61          | [ 11 ]      |
| 2010 | 61          | [ 12 ]      |
| 2011 | 61          | [ 13 ]      |
| 2012 | 61          | [ 14 ]      |
| 2013 | 61          | [ 15 ]      |
| 2014 | 57          | [ 16 ]      |
| 2015 | 54          | [ 17 ]      |
| 2016 | 51          | [ 18 ]      |
| 2017 | 49          | [ 19 ]      |
| 2018 | 48          | [ 20 ]      |
| 2019 | 47          | [ 21 ]      |
| 2020 | 46          | [ 22 ]      |
| 2021 | 46          | [ 23 ]      |
| 2022 | 45          | [ 24 ]      |

В 2019 году в коммуне проживало 47 человек (23 мужчины и 24 женщины), 46,7 % из 42 человек в возрасте от 15 лет состояли в браке.
| Мужчин | Возраст | Женщин |
| ------ | ------- | ------ |
| 0      | 90+     | 0      |
| 2      | 75—89   | 4      |
| 2      | 60—74   | 0      |
| 9      | 45—59   | 8      |
| 2      | 30—44   | 2      |
| 5      | 15—29   | 8      |
| 3      | 0—14    | 2      |

В коммуне 23 частных дома, из них 18 основных (первых) домов, 1 является вторым (запасным) домом и 4 пустуют. На каждый первый дом приходилось в среднем 2,63 человека.
Из 18 первых домов 15 находились в собственности, 1 арендовался, а ещё в 2 домах жители проживали бесплатно.
9 первых домов построены между 1919 и 1945 годами, 8 — после 1945 года. Среднее количество комнат в первых домах — 5,9.
12 первых домов имели отопление, в том числе 4 — электрическое.
Из 18 домохозяйств 5 имели один автомобиль, 11 — два или более автомобиля.
Количество учащихся составляло приблизительно 10 человек. Ближайшие детский сад и школа располагаются в коммуне Итр.
Из 36 закончивших обучение приблизительно 28,9 % не имели образования или окончили начальную школу, 13,2 % окончили коллеж, 26,3 % имели среднее или среднее профессиональное образование, 13,2 % окончили лицей, 15,8 % имели неоконченное высшее образование и 2,6 % были бакалаврами.